# John Birch (Missionar)
John Morrison Birch (* 8. Mai 1918 in Landour, Indien; † 25. August 1945 bei Xi’an) war im Zweiten Weltkrieg ein US-amerikanischer Missionar und Mitarbeiter des Geheimdienstes der Streitkräfte.

## Leben
Birch wurde in einer im indischen Teil des Himalaya tätigen Familie baptistischer Missionare geboren. Die Familie kehrte nach Amerika zurück, als Birch zwei Jahre alt war. Er wurde mit seinen fünf jüngeren Geschwistern in New Jersey und Macon, Georgia in der Tradition der Southern Baptists erzogen und studierte Theologie an der Mercer University in Macon. Während des Studiums entschied er sich, Missionar zu werden und schrieb sich nach seinem Abschluss 1939 im Southwestern Baptist Theological Seminary in Fort Worth, Texas, ein. Nachdem er den auf zwei Jahre angelegten Kurs in einem Jahr absolviert hatte, ging er nach China, wo er 1940 in Shanghai ankam.
Nach einem halben Jahr Sprachtraining wurde er nach Hangzhou geschickt, um seine Missionarstätigkeit aufzunehmen. Nach dem Angriff auf Pearl Harbor im Dezember 1941 musste er vor den Japanern im ländlichen Zhejiang untertauchen, wo er seine Tätigkeit fortsetzte. Im April 1942 half er den in China gelandeten Besatzungen, die den Doolittle Raid gegen Japan geflogen hatten. Dessen Anführer James H. Doolittle erwähnte ihn nach gelungener Flucht nach Chongqing lobend gegenüber Claire Chennault, dem Kommandeur der American Volunteer Group, der Birch im Rang eines 1st Lt. in die Air Force aufnahm. Birch wurde Mitglied der von Chennault 1942 aufgestellten 14th Air Force und später auch vom OSS angeworben. 1944 wurde Captain Birch in die Legion of Merit aufgenommen.
Kurz nach Kriegsende wurde er bei einer Mission im Landesinneren von einer Gruppe kommunistischer Soldaten gestellt und nach der Weigerung, sich entwaffnen zu lassen, erschossen. Seine Leiche wurde mit Bajonetten verstümmelt und auf einen Abfallhaufen geworfen. Von Teilen der amerikanischen Rechten wurde er aufgrund dessen zum ersten Opfer im Kalten Krieg erklärt. Nach ihm ist die rechtsgerichtete John Birch Society benannt.